# Jüdischer Friedhof (Weimarschmieden)

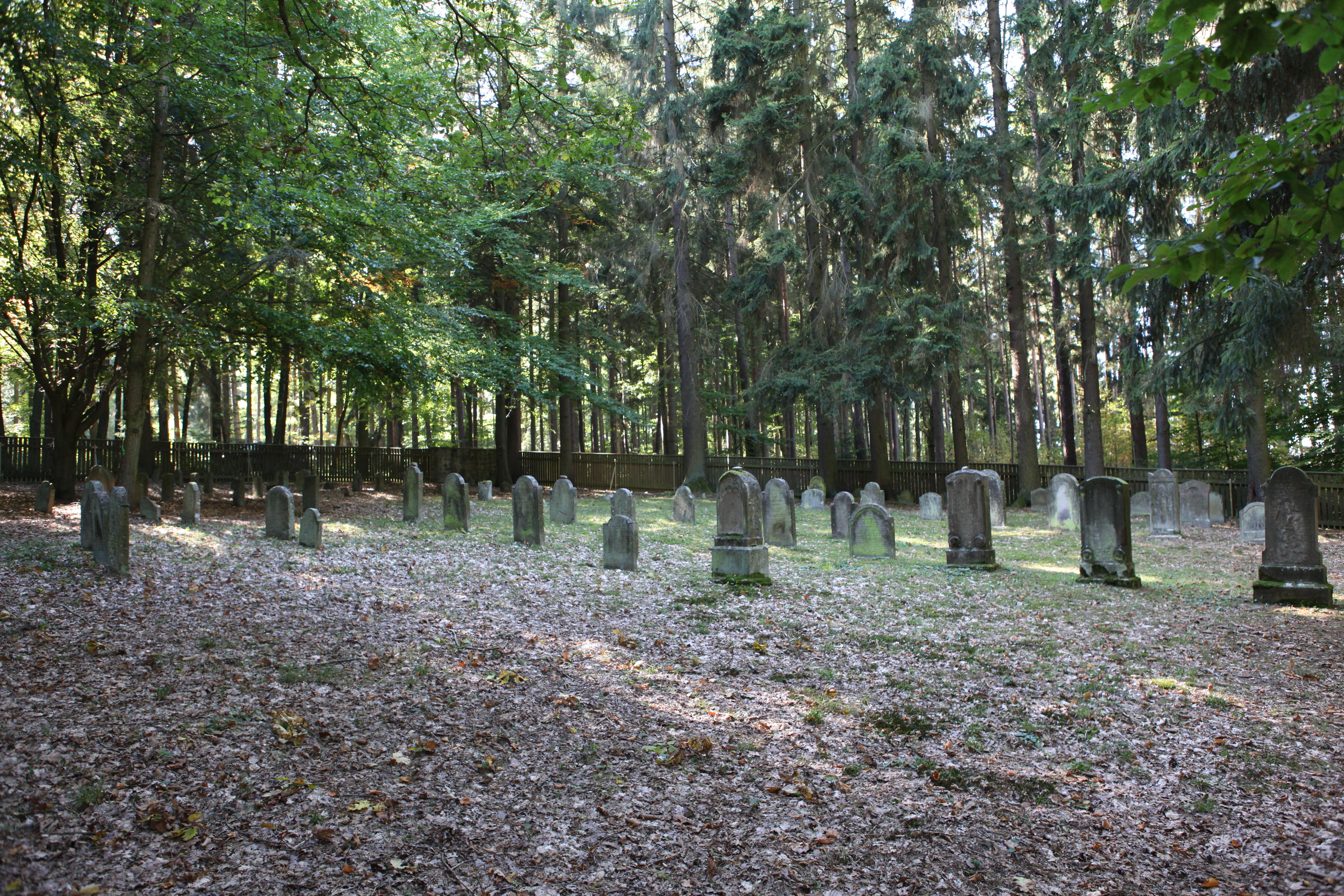
Jüdischer Friedhof in Weimarschmieden

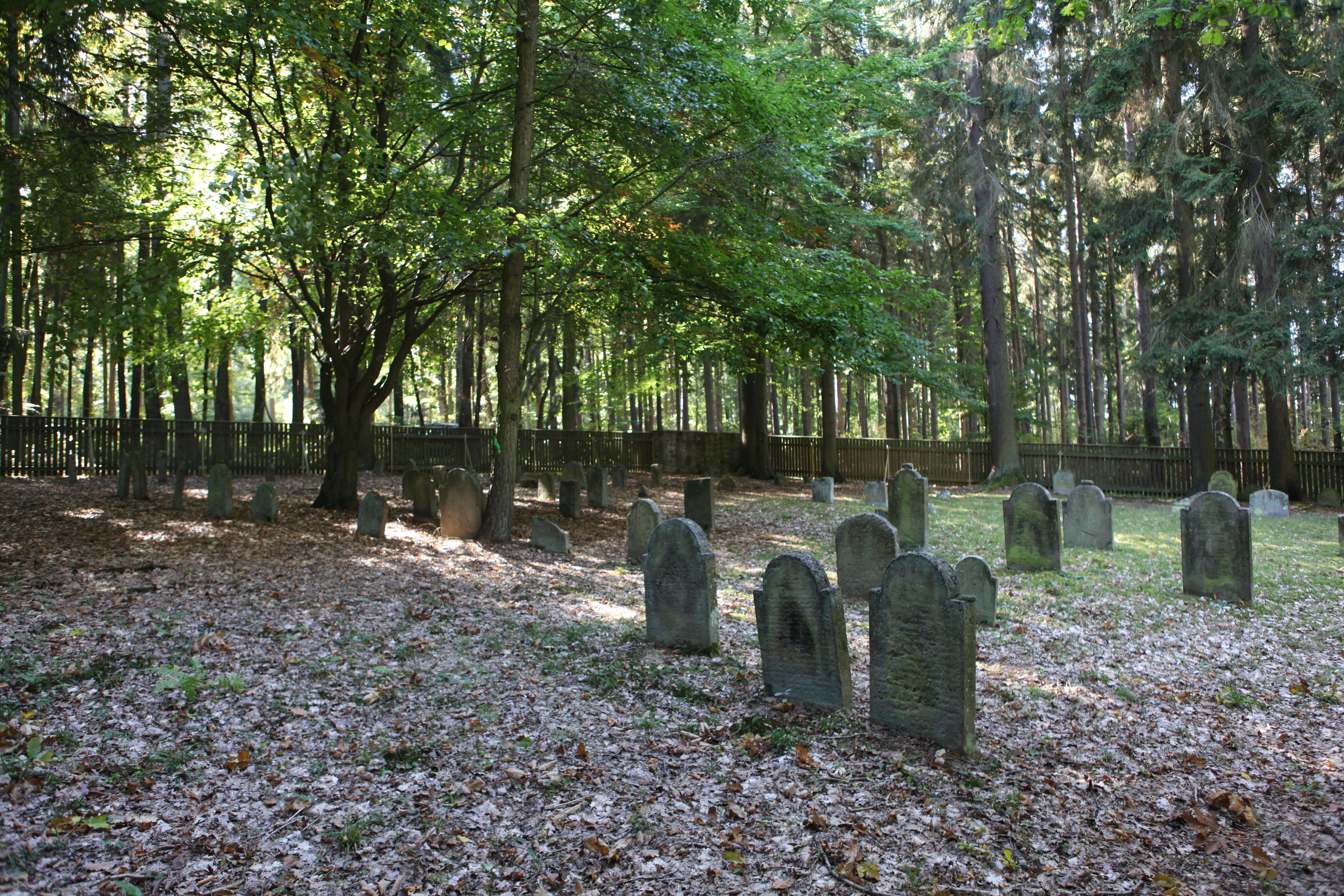
Jüdischer Friedhof in Weimarschmieden

Der Jüdische Friedhof Weimarschmieden in Weimarschmieden, einem Stadtteil der unterfränkischen Stadt Fladungen im Landkreis Rhön-Grabfeld, umfasst eine Fläche von 9,5 Ar.
Dies ist der nördlichste jüdische Friedhof in Franken. Er liegt östlich von Weimarschmieden, nahe der Grenze zu Thüringen, und enthält 80 Grabsteine (Mazewot). Möglicherweise sind aber auch einige Grabsteine durch ihr Eigengewicht im Erdreich eingesunken und so verlorengegangen.

## Geschichte
Der Friedhof entstand etwa im Jahr 1800. Zu der Zeit (1816) waren 85 der 236 Einwohner von Weimarschmieden jüdischen Glaubens. Diese Zahl verringerte sich durch Landflucht auf acht Einwohner im Jahr 1910.
Ein Jahr vorher, 1909, fand die letzte Beisetzung auf dem jüdischen Friedhof von Weimarschmieden statt.